# 剣の八
『剣の八』（つるぎのはち、The Eight of Swords）は、1934年に発表されたジョン・ディクスン・カーの長編推理小説。ギデオン・フェル博士の登場第3作。

## あらすじ
8月の土砂降りの雨の日、グロスターシャーの片田舎にあるスタンディッシュ大佐の屋敷グレーンジ荘にはポルターガイストが起きる部屋で大騒ぎが起きているときに、主教ヒュー・ドノヴァンは窓の外に犯罪者のスピネリが学問好きのセプティマス・デッピングという老人の住むゲストハウスに向かうのを目撃する。その翌朝、デッピングが頭を銃で撃たれて死んでいるのが発見される。監察医の報告によると死亡推定時刻は12時15分過ぎであった。
使用人のストーラーの証言によると、8時半頃に2階の書斎に夕食を運び、11時少し前に始まった嵐で停電になったところに来客が訪れた。ロウソクの薄暗い火で見た来客は、黒っぽい髪に口髭を生やし派手な服装でアメリカ訛りのある男で、ストーラーは通話管で書斎にいるデッピングに来客を告げ、部屋に通した。ストーラーはその後、停電の原因はどこかでショートしただけであることを確認し、ヒューズを取り替えて主人に電気を回復させたことを告げ、寝床に就いた。しかし、ひどい嵐の中、眠れずにいると、12時15分過ぎに雷のような音を聞き、後から思うと銃声だったような気がするとのこと。翌朝、死体発見時には部屋には鍵がかかっていたが、バルコニーの面にあるドアは少し開いていた。
その後、死体の手のそばで、8本の剣が星の形に配置され、その中央に流れる水を象ったシンボルが描かれたカードが発見される。また、凶器の拳銃はデッピングの机の抽斗の中から発見された。その拳銃からは弾が2発撃たれていたが、ストーラーが聞いた銃声は1発で、もう1発の弾は見つからなかった。5つの窓はすべて開けられており、デッピング自身と来客とで窓を開けてカーテンを揺らしているのをコックが見たとのことであった。デッピングはザリガニのスープが好物であったが、夕食に用意されたスープは手付かずで、それ以外の料理は平らげられていた。主教はストーラーにスピネリの写真を見せるが、ストーラーは来客の男ではないと言う。
フェル博士はバルコニーの面にあるドアが普段鍵をかけられていること、鍵は階下の食器室にかけられていること、今その鍵は食器室にはないことを確認する。そして、フェル博士は「役割の逆転」という考えに基づいて推理を進める。夕食を食べたのはデッピングではなく「X」で、その間にデッピングは黒っぽい髪に口髭を生やし派手な服装に変装してバルコニーのドアから外に出て、拳銃でスピネリを射殺し、バルコニーのドアから書斎に戻るはずだった。ところが、戻ってくると「X」が鍵をなくして中に入れなかったため、「X」が書斎でショートを起こし停電させ、変装したデッピングはアメリカ人の客のふりをしてストーラーに玄関から招き入れられた。そして、変装のために着ていた服を暖炉で燃やし、暑さのあまり窓を全開にした後、「X」に射殺されたのだと。
ところが、スタンディッシュ大佐が、デッピングに射殺されたはずのスピネリをマーチ警部が拘束したと一同に告げる。

## 登場人物
ギデオン・フェル博士
探偵。
ハドリー
ロンドン警視庁の警部。
マーチ
州警察の警部。
スタンディッシュ大佐
州警察の本部長。グレーンジ荘の主。スタンディッシュ&バーク出版社の共同経営者。
モー・スタンディッシュ
大佐の妻。
モーリー・スタンディッシュ
大佐の息子。
パトリシア・スタンディッシュ
大佐の娘。
ヒュー・ドノヴァン・シニア
マプラムの主教。犯罪学者。
ヒュー・ドノヴァン・ジュニア
主教の息子。アメリカ遊学から帰国したばかり。刑事志望。
セプティマス・デッピング
スタンディッシュの隣人。スタンディッシュ&バーク出版社の出資者。
ベティ・デッピング
セプティマスの娘。モーリーの婚約者。フランスに在住。
レイモンド・ストーラー
デッピング家の使用人。
ルイス・スピネリ
犯罪者。目立つ服を着ないと気がすまない。スチュアート・トラヴァーズを名乗る。
ヘンリー・モーガン
作家。
マデリン・モーガン
ヘンリーの妻。
J・R・バーク
スタンディッシュ&バーク出版社の共同経営者。
テセウス・ラングドン
デッピングとトラヴァーズ（スピネリ）の弁護士。

## 作品の評価
江戸川乱歩は「カー問答」（『別冊宝石』、カア傑作集、1950年）の中で、カーの作品を第1位のグループから最もつまらない第4位のグループまで評価分けし、本作を第4位のグループ6作品の3番目に挙げ、第4位全般の評価として、いずれも怪奇性が充分あるので一応読ませるが、探偵小説としての創意が乏しいと記している。

## 作品名について
- 作品名に用いられている「剣の八」はタロットカードの1枚である。タロットカードは22枚の大アルカナと56枚の小アルカナから成り、さらに小アルカナはトランプの「クラブ・ダイヤ・ハート・スペード」のように「杖（ワンド）・杯（カップ）・銅貨（コイン）・剣（ソード）」の4つのスートに分かれる。「剣の八」は「剣（ソード）」の8番目のカードで、本作中ではスピネリにより「正義の裁き」を意味すると説明されている[2]。